# Plectrocerum spinicorne
Plectrocerum spinicorne là một loài bọ cánh cứng trong họ Cerambycidae.